# Joe DiPietro
Joe DiPietro   (Teaneck, 1961) és un autor de teatre estatunidenc És més conegut pel musical Memphis, guanyador del premi Tony, pel qual va guanyar els premis Tony al millor llibre d'un musical i a la millor banda sonora original, així com per escriure el llibre i la lletra de l'espectacle de llarga durada fora de Broadway I Love. T'estimo, ets perfecte... ja et canviaré (I Love You, You're Perfect, Now Change, 1996), la revista musical d'Off-Broadway que durant més temps s'ha representat als Estats Units, amb produccions a més de 150 ciutats al voltant del món, entre elles Barcelona.

## Biografia
Nascut a Teaneck, Nova Jersey, DiPietro va créixer a la propera Oradell, fill de Lou i Jean DiPietro. Va assistir a l'escola pública d'Oradell i al River Dell Regional High School, abans de graduar-se a la Phi Beta Kappa de la Rutgers University l'any 1984 amb una llicenciatura en anglès. DiPietro és obertament gay.
DiPietro era un escriptor de comèdies curtes fins que el 1992 va conèixer el productor Jimmy Roberts amb qui es va associar per escriure el musical T'estimo, ets perfecte... ja et canviaré, que va durar dotze anys (5.003 actuacions) fora-. Broadway al Westside Theatre. Va seguir amb la comèdia de 1998 Over the River and Through the Woods, que va interpretar al John Houseman Theatre durant 800 representacions durant dos anys.
També és l'autor d'obres com Passat el riu (Over the River and Through the Woods, 1998), estrenada a Catalunya el 2007, The Kiss at City Hall, The Virgin Weeps i el thriller còmic The Art of Murder (guanyador del Premi Edgar del 2000). També va escriure un musical on es resumien els elements de l'època de George Gershwin del 1926, Heaven on Earth (2001), una nova adaptació de Babes in Arms (2002), i una altra d'Allegro (2004).